# Żuraw koralowy
Żuraw koralowy (Grus carunculata) – gatunek dużego ptaka z rodziny żurawi (Gruidae), zamieszkujący Afrykę Subsaharyjską. Jest narażony na wyginięcie.

## Systematyka
Gatunek ten po raz pierwszy zgodnie z zasadami nazewnictwa binominalnego opisał w 1789 roku niemiecki przyrodnik Johann Friedrich Gmelin w 13. edycji linneuszowskiego Systema Naturae. Autor nadał gatunkowi nazwę Ardea carunculata. Jako miejsce typowe wskazał Afrykę, co uściślono do Przylądka Dobrej Nadziei, gdyż Gmelin oparł swój opis na publikacji Johna Lathama z 1785 roku, w której wskazano tę właśnie lokalizację.
Obecnie Międzynarodowy Komitet Ornitologiczny (IOC) i autorzy Kompletnej listy ptaków świata zaliczają ten gatunek do rodzaju Grus, ale niektórzy autorzy wydzielają go do osobnego rodzaju Bugeranus. Nie wyróżnia się podgatunków.

## Morfologia

### Wygląd

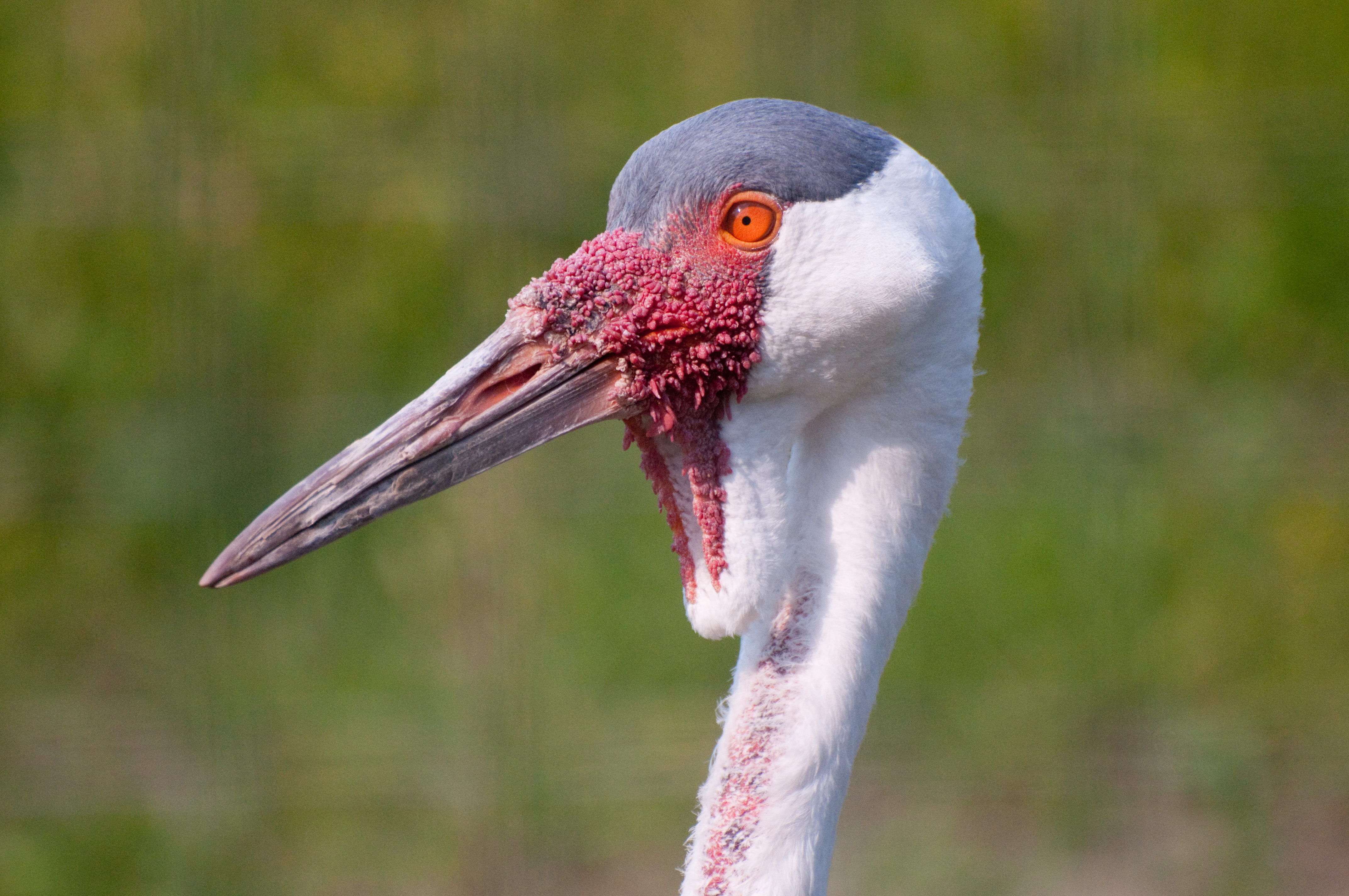
Głowa żurawia koralowego

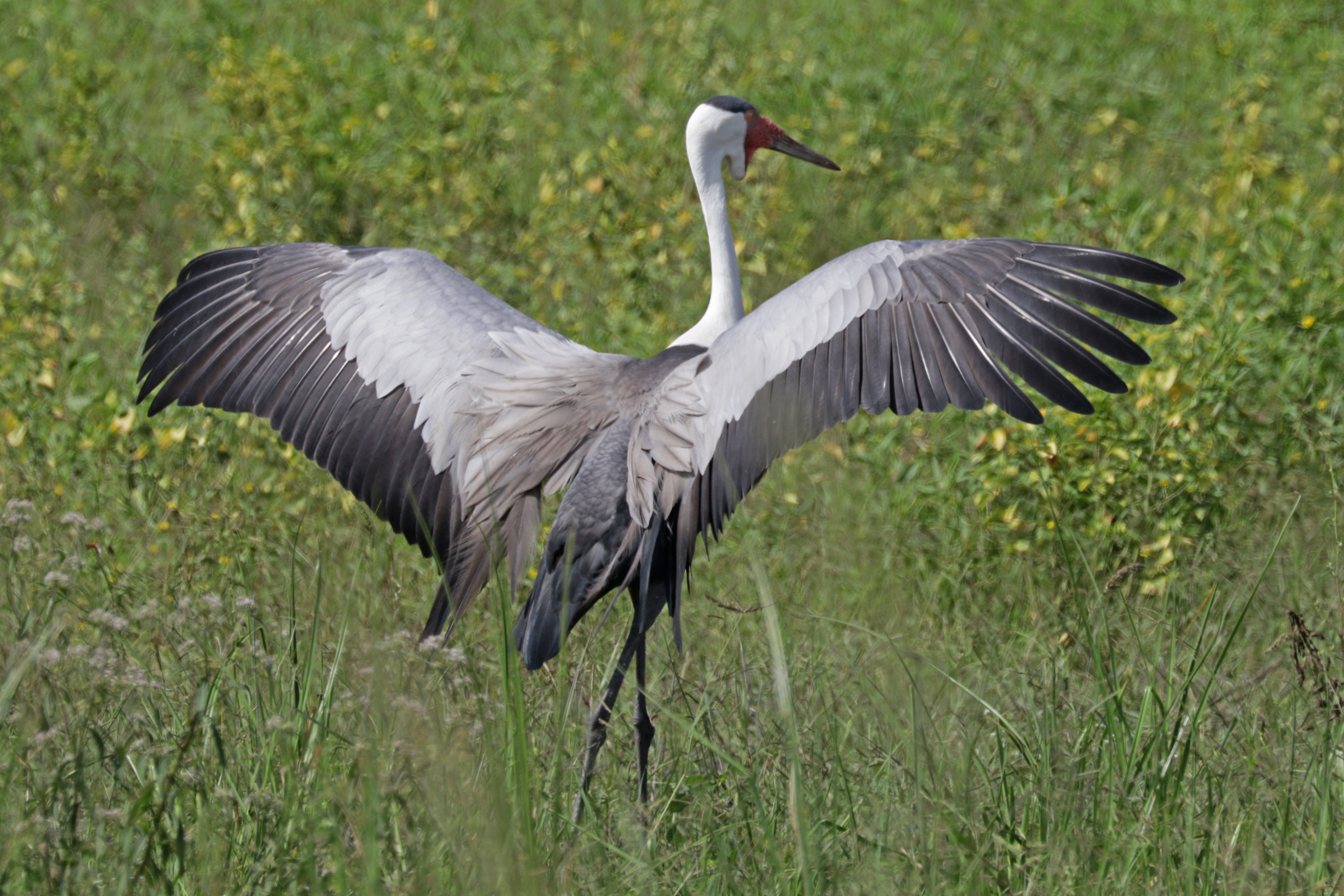
Żuraw koralowy z rozłożonymi skrzydłami

Jest bardzo charakterystyczny. Głowa, szyja, kark i pierś są czysto białe, na głowie ma szary „beret”. U nasady dzioba wyrastają dwie długie, biało ubarwione narośle, reszta nasady dzioba jest zarośnięta czerwoną, grudkowatą skórą. Dziób ma żółtą barwę. Brzuch i spód ciała łącznie z ogonem są czarne, skrzydła brudnobiałe, u nasady szare. Nogi są ubarwione na jasnoszaro.

### Wymiary
- długość ciała: około 175 cm[2]
- rozpiętość skrzydeł: 230–260 cm[2]
- masa:
  - samica: 7,1–7,9 kg[2]
  - samiec: 8,3–8,5 kg[2]

## Zasięg występowania
Żuraw koralowy występuje w Afryce Subsaharyjskiej. Kraje, które zasiedla, to Angola, Botswana, Demokratyczna Republika Konga, Etiopia, Malawi, Mozambik, Namibia, Południowa Afryka, Tanzania, Zambia, Zimbabwe. Ponad połowa tych żurawi występuje w Zambii. Zasięg występowania (EOO, Extent of Occurrence) to ok. 7 270 000 km².

## Ekologia i zachowanie

### Biotop
Jest uzależniony od mokradeł i podmokłych łąk – przez ich niszczenie jest zagrożony.

### Pożywienie
Pokarm żurawi koralowych to roślinność wodna – głównie bulwy i kłącza, a także lilie wodne i turzyce.

### Długość życia
Żyją 20–30 lat, lecz może to być nawet 80.

### Lęgi
Sukces lęgowy wynosi ok. 62%. W Zambii, Botswanie i Mozambiku lęgi mają miejsce w sierpniu i wrześniu, w Południowej Afryce jest to lipiec i sierpień, a w Etiopii maj oraz czerwiec. Samce posiadają terytorium często większe niż 1 km². Gniazdo jest dużym kopcem z traw i turzyc, umieszczonym na wodzie. Takie gniazdo ma szerokość około 1 metra i wystaje ponad wodę na 20 cm. Jest umieszczone co najmniej 500 m od gniazda innej pary. Żuraw koralowy zwykle znosi 1 jajo. Okres wysiadywania trwa 33–36 dni. Pisklęta tego gatunku to zagniazdowniki – po jednym dniu wychodzą z gniazda. Mają wtedy żółtą barwę. Okres pisklęcy trwa 103–135 dni, ale młode są blisko rodziców przez około rok. Po 3 miesiącach już latają, a po 4 miesiącach osiągają wielkość dorosłych. Są zdolne do rozrodu najwcześniej po czterech latach. Jeżeli para straci swoje pisklę, może wyprowadzić drugi lęg.

## Status, zagrożenia i ochrona
Przez IUCN od 1994 roku jest klasyfikowany jako Vulnerable (VU) – gatunek narażony. Światowa populacja to ok. 6000–6300 dorosłych osobników. Globalny trend liczebności uznawany jest za spadkowy. Występował także w Suazi, ale tam wyginął. Zagrożenie dla niego to niszczenie mokradeł przez stawianie tam na rzekach i stopowanie naturalnych wylewów i wybieranie jaj dla pokarmu.

### Liczebność
Przybliżona liczebność żurawia koralowego w poszczególnych krajach:
| Kraj            | 1985     | 1996      | 2002 |
| --------------- | -------- | --------- | ---- |
| Angola          | 500      | 500       | 500  |
| Botswana        | 200      | 1400–3500 | 1300 |
| Dem. Rep. Konga | kilkaset | kilkaset  | 500  |
| Etiopia         | kilkaset | kilkaset  | 200  |
| Malawi          | 100      | 50        | 40   |
| Mozambik        | 250      | 2500–2800 | 300  |
| Namibia         | 150      | 200–300   | 250  |
| RPA             | 300      | 250–300   | 235  |
| Tanzania        | kilkaset | kilkaset  | 200  |
| Zambia          | 11 500   | 7000–8000 | 4500 |
| Zimbabwe        | kilkaset | 250       | 200  |